# Малевицкая, Эва
Эва Малевицкая-Дудек (пол. Ewa Malewicka-Dudek; 8 мая 1955, Эльблонг — 23 июля 1995, Радзеховы, Живецкий повет) — польская конькобежка, 3-кратная бронзовый призёр чемпионата Польши, 2-кратная рекордсменка Польши, участница Олимпийских игр 1976 года. Выступала за "Olimpia Elbląg" (Эльблонг) (1969-1976)

## Биография
Эва Малевицкая, дочь Винсента и Вероники Стрегарт, родилась в Эльблонге, где обучалась в местном общеобразовательном лицее. Она начала заниматься конькобежным спортом в начальной школе. Начала тренироваться в клубе "Olimpia Elbląg" в 1969 году. Была воспитанницей тренера Цесария Манцевича. С 1970 года выступала на молодёжном чемпионате страны, а в 1971 году стала третьей в многоборье на юниорском чемпионате Польши.  
В феврале 1973 года поднялась на 2-е место юниорского чемпионата и вошла в состав сборной Польши. Через год заняла 3-е место в абсолютном зачёте на чемпионате Польши и дебютировала на чемпионате Европы в Херенвене, где заняла 16-е место в сумме многоборья. Следом участвовала на чемпионате мира среди юниоров, где заняла 7-е место в общем зачёте и на чемпионате мира в классическом многоборье в Херенвене финишировала 15-й. 
В 1975 году заняла 4-е место в абсолютном зачёте на чемпионате Польши, выиграла юниорский чемпионат Польши и заняла 11-е место на чемпионате мира среди юниоров. В 1976 году стала бронзовым призёром чемпионата Польши на дистанциях 1500 м 3000 м и участвовала в зимних Олимпийских играх в Инсбруке в четырёх забегах, где наилучшим результатом было 18-е место на дистанции 1500 м, в забеге на 1000 м заняла 19-е место, на 3000 м стала 25-й, а на 500 м - 26-й. В феврале на чемпионате мира в классическом многоборье финишировала 25-й. Карьеру спортсменки закончила в том же 1976 году.

## Личная жизнь и семья
Эва Малевицкая вышла замуж за Эдуарда Дудека, известного лыжного бегуна. После окончания карьеры работала спортивным деятелем. В последние годы жизни она помогала мужу в организации массовых лыжных забегов и деятельности семейного клуба бегунов. Умерла 23 июля 1995 года в деревне Радзеховы. У неё осталось трое детей: два мальчика, Адам и Себастьян, а также девочка, родившаяся за несколько недель до её смерти.